# Baniwa (zoologia)
Baniwa Lichy, 1981 è un genere di lepidotteri appartenente alla famiglia Sphingidae, diffuso in America Meridionale.

## Distribuzione e habitat
La distribuzione è esclusivamente neotropicale.

## Tassonomia

### Specie
Il genere comprende al momento una sola specie:
- Baniwa yavitensis Lichy, 1981

### Sinonimi
Non sono stati descritti sinonimi.